# Stanisław Mitkowski
Stanisław Andrzej Mitkowski (ur. 13 grudnia 1944 w Krakowie) – polski inżynier, elektrotechnik, profesor nauk technicznych, profesor zwyczajny Akademii Górniczo-Hutniczej (na emeryturze) i prorektor ds. nauki (w latach 1990-1996) tej uczelni oraz profesor zwyczajny Akademii Nauk Stosowanych w Tarnowie, prorektor ds. ogólnych (w latach 1999-2003) tejże uczelni.

## Życiorys
Jest absolwentem Wydziału Elektrotechniki Górniczej i Hutniczej AGH w Krakowie, na którym studiował w latach 1962-1968. W roku 2000 otrzymał tytuł profesora nauk technicznych.
W latach 1990–1996 pełnił funkcję prorektora ds. nauki AGH w Krakowie. Współtworzył Państwową Wyższą Szkołę Zawodową w Tarnowie, w której w latach 1999-2003 pełnił funkcję prorektora, a w latach 2003-2015 dyrektora Instytutu Politechnicznego.
Był wiceprezesem Zarządu Głównego Polskiego Towarzystwa Elektrotechniki Teoretycznej i Stosowanej (1993-2008).
Obszar jego zainteresowań naukowych stanowią elektrotechnika teoretyczna oraz teoria obwodów nieliniowych.
Odznaczony Krzyżem Oficerskim (2019), Krzyżem Kawalerskim OOP (1998), Złotym i Srebrnym Krzyżem Zasługi, Odznaką "Zasłużony Działacz Kultury" i Złotą Odznaką Za Pracę Społeczną dla Miasta Krakowa.

## Wybrane publikacje książkowe
- Władysław R. Dąbrowski, Stanisław Mitkowski, Teoria obwodów : ćwiczenia laboratoryjne, AGH, Kraków, 1977
- Stanisław A. Mitkowski, Władysław R. Dąbrowski, Paweł Suliński, Elektrotechnika ogólna : ćwiczenia laboratoryjne, AGH, Kraków, 1977
- Stanisław Mitkowski, Nieliniowe obwodu elektryczne, Wydawnictwo Akademii Górniczo-Hutniczej, Kraków, 1999. ISBN 978-83-911656-1-4.